# Belus
Belus é o sétimo álbum da banda norueguesa de black metal Burzum, lançado em 8 de março de 2010 através da Byelobog Productions. Foi o primeiro disco gravado pela banda após um hiato de quase 11 anos após a sua prisão. 

## Faixas
Todas as faixas por autoria de Varg Vikernes.
| N.º | Título                             | Duração |  |
| 1.  | "Leukes Renkespill (Introduksjon)" | 0:32    |  |
| 2.  | "Belus' Død"                       | 6:12    |  |
| 3.  | "Glemselens Elv"                   | 11:35   |  |
| 4.  | "Kaimadalthas' Nedstigning"        | 6:31    |  |
| 5.  | "Sverddans"                        | 2:23    |  |
| 6.  | "Keliohesten"                      | 5:34    |  |
| 7.  | "Morgenrøde"                       | 8:38    |  |
| 8.  | "Belus' Tilbakekomst (Konklusjon)" | 9:10    |  |

## Créditos
- Varg Vikernes – vocal, guitarra, baixo, bateria, sintetizador, composição

## Posições
| Chart (2010)           | Melhor posição |
| ---------------------- | -------------- |
| Finnish Albums Chart   | 8              |
| Norwegian Albums Chart | 23             |